# Nguyễn Long Hải
 Nguyễn Long Hải (sinh năm 1976) là một nhà chính trị Việt Nam. Ông hiện là Ủy viên dự khuyết Ban Chấp hành Trung ương Đảng khóa XIII, Bí thư Tỉnh ủy Quảng Trị.
Ông từng là Bí thư Đảng ủy Khối Doanh nghiệp Trung ương , Phó Bí thư Tỉnh ủy Bắc Kạn, Chủ tịch UBND tỉnh Bắc Kạn nhiệm kỳ 2016-2021, Phó Chủ tịch UBND tỉnh Lạng Sơn, Bí thư Trung ương Đoàn, Chủ tịch Hội đồng Đội Trung ương.

## Lý lịch và học vấn
Ông sinh ngày 3 tháng 5 năm 1976, quê quán: xã Đồng Luận, huyện Thanh Thủy, tỉnh Phú Thọ.
Dân tộc: Kinh
Ngày vào Đảng Cộng sản Việt Nam: 06/3/1998. Ngày chính thức: 06/3/1999.
Trình độ học vấn: 12/12.
Trình độ chuyên môn: Tiến sĩ Luật học.
Lý luận chính trị: Cao cấp.

## Sự nghiệp
Từ tháng 9/1991 - 6/1994: Học sinh Trường Trung học phổ thông Thanh Sơn, tỉnh Phú Thọ (Lớp trưởng, Phó Bí thư Đoàn Trường trung học phổ thông Thanh Sơn).
Từ tháng 9/1994 - 12/1998: Sinh viên Trường Đại học Luật Hà Nội (Lớp phó học tập; Phó Chủ tịch Hội Sinh viên, Chủ nhiệm Câu lạc bộ Luật gia trẻ Trường Đại học Luật Hà Nội).
Từ 6/1999 - 1/2000: Cán bộ Ban Kiểm tra Trung ương Đoàn.
Từ 12/2000 - 8/2001: Cán bộ Bộ phận thường trực Ban thư ký Ủy ban Quốc gia về Thanh niên Việt Nam.
Từ 8/2001 - 9/2005: Thư ký Ban Bí thư Trung ương Đoàn.
Từ 10/2005 - 11/2007: Phó Chánh văn phòng Trung ương Đoàn, Thư ký Bí thư thứ nhất BCH Trung ương Đoàn, Ủy viên Ban Chấp hành Trung ương Đoàn khóa VIII (từ tháng 10/2006).
Từ 11/2007 - 02/2009: Phó Trưởng ban Kiểm tra Trung ương Đoàn. Được bầu là Ủy viên Ban thường vụ Trung ương Đoàn tại Đại hội Đoàn toàn quốc lần thứ IX - tháng 12/2007; Phó Chủ nhiệm Thường trực Ủy ban Kiểm tra, Phó ban thường trực Ban Kiểm tra Trung ương Đoàn - tháng 2/2008.
Từ 02/2009 - 4/2010: Đi đào tạo thực tế ở cơ sở, giữ chức Phó Bí thư, sau đó được phân công làm Phó Bí thư thường trực Tỉnh đoàn Quảng Ninh.
Từ 4/2010: Được điều động trở lại làm Phó Chánh Văn phòng Trung ương Đoàn.
Từ 01/2012 - 12/12014: Ủy viên Ban Thường vụ Trung ương Đoàn khóa IX, Chánh văn phòng Trung ương Đoàn.
Ngày 26 tháng 12 năm 2014, theo kết quả hiệp thương công bố tại Hội nghị Ban Chấp hành Trung ương Đoàn lần thứ 6 - khoá X, ông Nguyễn Long Hải - Bí thư Ban Chấp hành Trung ương Đoàn được phân công giữ chức Chủ tịch Hội đồng Đội Trung ương Khoá VII.
Ngày 21 tháng 1 năm 2018, ông Nguyễn Long Hải đã được Ban bí thư TƯ Đảng chỉ định tham gia Ban chấp hành, Ban thường vụ tỉnh ủy Lạng Sơn nhiệm kỳ 2015-2020, Ngày 25/1 ông được HĐND tỉnh Lạng Sơn bầu giữ chức Phó Chủ tịch UBND tỉnh Lạng Sơn.
Ngày 9 tháng 12 năm 2020, tại Bắc Kạn, Ban Chấp hành Đảng bộ tỉnh Bắc Kạn tổ chức hội nghị đột xuất, công bố Quyết định của Ban Bí thư về việc điều động, luân chuyển, chỉ định cán bộ giữ chức vụ Phó Bí thư Tỉnh ủy Bắc Kạn, nhiệm kỳ 2020-2025. Ban Tổ chức Trung ương đã công bố Quyết định của Ban Bí thư về việc đồng chí Nguyễn Long Hải thôi tham gia Ban Thường vụ Tỉnh ủy, Ban Chấp hành Đảng bộ tỉnh Lạng Sơn, nhiệm kỳ 2020-2025, và thôi giữ chức vụ Phó Chủ tịch UBND tỉnh Lạng Sơn, điều động, luân chuyển, chỉ định đồng chí Nguyễn Long Hải đến tham gia Ban Thường vụ, Ban Chấp hành Đảng bộ tỉnh Bắc Kạn, giữ chức vụ Phó Bí thư Tỉnh ủy Bắc Kạn, nhiệm kỳ 2020-2025.
Ngày 11 tháng 12 năm 2020, ông được HĐND tỉnh Bắc Kạn bầu giữ chức Chủ tịch UBND tỉnh Bắc Kạn nhiệm kỳ 2016-2021.
Ngày 30 tháng 1 năm 2021, tại Đại hội đại biểu toàn quốc lần thứ XIII của Đảng, đồng chí được bầu là Ủy viên dự khuyết Trung ương Đảng khóa XIII, nhiệm kỳ 2021-2026.
Ngày 6 tháng 8 năm 2021, Bộ Chính trị đã quyết định điều động, phân công ông tham gia vào Ban Chấp hành, Ban Thường vụ và giữ chức Bí thư Đảng ủy Khối Doanh nghiệp Trung ương nhiệm kỳ 2020 - 2025.
Ngày 7 tháng 9 năm 2021, Thủ tướng Chính phủ Phạm Minh Chính ký Quyết định số 1461/QĐ-TTg, bổ nhiệm ông Nguyễn Long Hải, Ủy viên dự khuyết Trung ương Đảng, Bí thư Đảng ủy Khối Doanh nghiệp Trung ương làm Phó Trưởng Tiểu ban Vận động và huy động xã hội thuộc Ban Chỉ đạo Quốc gia phòng, chống dịch COVID-19.
Ngày 9 tháng 12 năm 2024, Tỉnh ủy Quảng Trị tổ chức hội nghị công bố quyết định của Bộ Chính trị về công tác cán bộ. Theo đó, ông Nguyễn Long Hải thôi giữ chức bí thư Đảng ủy Khối doanh nghiệp Trung ương nhiệm kỳ 2020 - 2025. Đồng thời, điều động, phân công ông Nguyễn Long Hải tham gia Ban Chấp hành, Ban Thường vụ, giữ chức Bí thư Tỉnh ủy Quảng Trị nhiệm kỳ 2020 - 2025, chỉ định tham gia Đảng ủy Quân khu 4 nhiệm kỳ 2020 - 2025.